# 500 lire Presidenza CEE - II emissione
Con Decreto del presidente della Repubblica del 27 giugno 1990 venne autorizzata l'emissione di una moneta commemorativa in argento del valore nominale di 500 lire a commemorare il semestre di presidenza italiana della CEE, ricorrente quell'anno. Questa è la seconda moneta coniata dalla Repubblica Italiana a commemorare tale evento.

## Descrizione

### Dritto
Al dritto è ritratto un profilo muliebre giovanile a sinistra, sotto cui vi sono un serto di lauro e, più in basso, l'indicazione del nome dell'autore FRAPICCINI; in giro è posta la dicitura REPVBBLICA ITALIANA.

### Rovescio
Al rovescio al centro monogramma è presente il della CEE e, sotto, su due righe, indicazione del valore e data; nel campo a destra in basso è presente il segno di zecca R, mentre in giro è scritto PRESIDENZA ITALIANA DELLA COMUNITA' EUROPEA.

### Contorno
Il contorno riporta la scritta REPVBBLICA ITALIANA in rilievo.

## Dati tecnici
Il diametro è di 29 mm, il peso di 11 g e il titolo è di 835/1000.
La moneta è presentata nella duplice versione fior di conio e fondo specchio, rispettivamente in 54.000 e 10.000 esemplari.